# Fanta Dao
Fanta Dao (sinh ngày 7 tháng 3 năm 1973) là một vận động viên chạy nước rút của Malian. Cô đã thi đấu ở nội dung 400 mét nữ tại Thế vận hội Mùa hè 1992.